# Гросгаберсдорф
Гросгаберсдорф (нім. Großhabersdorf) — громада в Німеччині, розташована в землі Баварія. Підпорядковується адміністративному округу Середня Франконія. Входить до складу району Фюрт. 
Площа — 35,50 км2. Населення становить 4377 ос. (станом на 31 грудня 2020).